# Шатохін Євген Сергійович
Євген Сергійович Шатохін (25 лютого 1947, Пінськ — 22 січня 2012, Пінськ) — білоруський художник, громадський діяч.
У 1965—1973 р.р — здобув освіту в Орловському педагогічному інституті та Харківському художньо-промисловому інституті (зараз Харківська державна академія дизайну та мистецтв). З 1972 учасник всесоюзних, республіканських, закордонних виставок (акварель, малюнок, офорт, літографія).
1982 р. — член Спілки художників СРСР,
1985 р. — Почесна Грамота Спілки художників Росії,
1991 р. — член Білоруської Спілки художників,
1988 р. — засновник і директор дитячої школи образотворчого мистецтва у м. Пінську,
1989 р. — 1991 рр.. — Член Управління Брестської обласної організації Спілки художників Білорусі,
1990 р. — 1999 рр.. — Депутат Пінської міської Ради депутатів — голова комісії з культури, справах релігії та спорту,
1992 р. — стипендіат майстерні «Альтена» у м. Альтена (Німеччина)
1993 р. — Медаль Conseiller General a Corbie (Франція),
1997 р. — звільнений з посади директора школи з політичних мотивів,
1997 р. — Приз Consieller General a Peronne (Франція),
1999 р. — судове переслідування владою за політичну діяльність,
2002 р. — Приз Національної Асамблеї (Франція),
2003 р. — Приз Consieller General a Peronne (Франція),
2003 р. — звання Почесного громадянина міста Albert (Франція),
2004 р. — Медаль міста Peronne (Франція),
2004 р. — член Управління Брестської обласної організації Білоруської Спілки художників,
2004 р. — Медаль Білоруського Союзу художників «За заслуги в образотворчому мистецтві»,
2008 р. — Медаль і Спеціальний диплом на виставці «L'art du Tamp» у м. Ribemont sur Апсге (Франція),
2010 р. — обраний в управління Білоруського Союзу художників.
Член сейму КХП-БНФ (лідер Зенон Позняк).

## Пам'ять
У травні 2018 року Гуманітарно-просвітницьке громадське об'єднання «Співдружність Полісся» запропонувала владі Пінська і місцевій Раді депутатів присвоїти ім'я Євгенія Шатохіна міській художній школі. Ініціатива не здобула підтримку чиновників. Представники широкої громадськості вважають, що негативна відповідь влади зумовлено політичними поглядами художника — він входив до керівництва КХП-БНФ.

## Основні твори
Паўночная вёска" (літаграфія, 1972 г.), «Засваенне Поўначы» (Літаграфія, 1973 г.) «Час палёту» (літаграфія, 1981 г.), «Паўночнае надвор'е» (малюнак,1984 г.), «Была вайна…» (афорт, 1984 г.), «Суханскія навальніцы» (малюнак, 1985 г.), «Блізкасць космасу» (афорт, 1985 г.), «Спатканне з восенню» (малюнак,1986 г.), «Вяртанне дамоў» (малюнак, 1988 г.), «Краявіды чыстай зоны» (малюнак, 1989 г.), «У Паўночнай Францыі» (акварэль, 1992—2001 гг.), «Блакітны бераг у Правансе» (малюнак, 1997 г.), «Мой горад»(акварэль,1997-1998 гг.), «Сцяжынкі Язэпа Драздовіча» (малюнак, 1999 г.), «Гарбузовая восень»(малюнак, 1999 г.), «Палескія вандроўкі» (малюнак, 1998—2001 гг.), « Неба і зямля Фердынанда Рушчыца»(малюнак,2000 г.), «Маўклівыя сведкі. Прысвячаецца 80 угодкам Слуцкага Збройнага Чыну» (малюнак, 2000 г.), «Парыжскія масты» (малюнак, 2001 г.), «Я нарадзіўся тут …»(малюнак, 2001 г.), «Сцяжынкі Язэпа Драздовіча-ІІ» (малюнак, 2001 г.), «На сваёй зямлі» (малюнак,2002 г.), «Grand guerre. Памяць» (малюнак,2002 г.), «Peronne — ville sur Somme», (афорт, 2003 г.), «Chemin de memoir», (афорт, 2003 г.), «Землякі Васіля Быкава», (малюнак, 2004 г.), «Цішыня ў Бычках» (малюнак, 2004 г.), «Прыпяцкія сюжеты. Прысвячаецца У.Караткевічу», (малюнак, 2005 г.), «На шляху памяці», (акварэль, 2005 г.), «Вушацкія аўтографы», (малюнак, 2006 г.), «Янаўскія росы», (малюнак, 2006 г.), «Па слядох Напалеона Орды», (малюнак, 2006 г.), «Першы снег у Валодзькаве», (малюнак, 2007 г.)